# Dacnis
Genre
Le genre Dacnis comprend 10 espèces de passereaux de l'écozone néotropicale dont le nom normalisé (CINFO) est aussi dacnis.

## Liste des espèces
D'après la classification de référence (version 5.2, 2015) du Congrès ornithologique international (ordre phylogénique) :
- Dacnis albiventris – Dacnis à ventre blanc
- Dacnis lineata – Dacnis à coiffe bleue
- Dacnis egregia – Dacnis à plumets jaunes
- Dacnis flaviventer – Dacnis à ventre jaune
- Dacnis hartlaubi – Dacnis de Hartlaub
- Dacnis nigripes – Dacnis à pattes noires
- Dacnis venusta – Dacnis à cuisses rouges
- Dacnis cayana – Dacnis bleu
- Dacnis viguieri – Dacnis vert
- Dacnis berlepschi – Dacnis à poitrine rouge